# Chlorophyta incertae sedis
Chlorophyta familia incertae sedis, rodovi zelenih alga čija porodična pripadnost još nije točno utvrđena. Postoji 19 vrsta, a dva roda su fosilna.

## Rodovi
1. Anthracochondrus Kušta, 1
2. †Asphaltinella B.Mamet & A.Roux, 2
3. Bacinella Radoičić, 2
4. Chloremys Pascher, 2
5. †Colonella, autorstvo nepoznato, 1
6. Groenlandella Mamet & Stemmerik, 1
7. Lomentunella T.N.Hermann, 1
8. Ovillaria R.Nielsen, 1
9. Paramastix Skuja, 3
10. Sgrossoella P. de Castro
11. Smithsoniella J.R.Sears & S.H.Brawley, 1
12. Sphaerosiphon Schussnig, 1
13. Uvella Bory, 1
14. Zonarites Sternberg